# Graubäuchige Schmalfuß-Beutelmaus

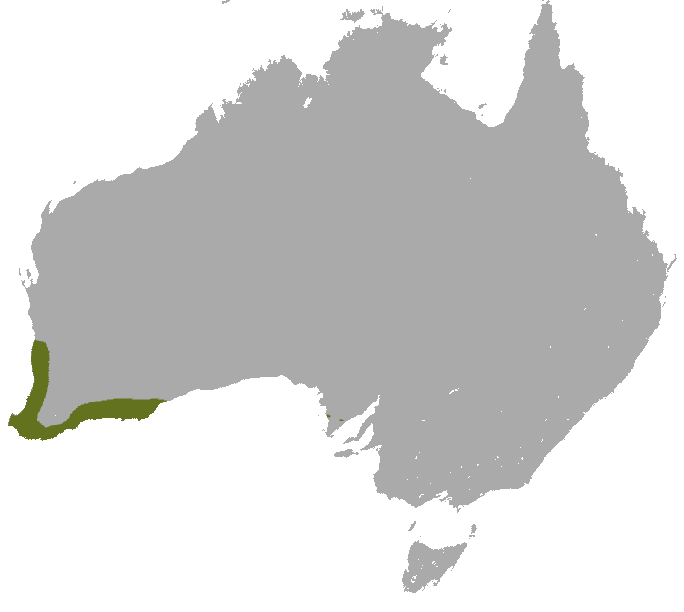
Verbreitungskarte von Sminthopsis fuliginosa

Die Graubäuchige Schmalfuß-Beutelmaus (Sminthopsis fuliginosa, Synonym: Sminthopsis griseoventer) ist eine Beutelsäugerart aus der Gattung der Schmalfußbeutelmäuse, die in Australien endemisch ist.

## Beschreibung
Die Kopfrumpflänge beträgt zwischen 65 und 95 mm, hinzu kommt noch ein Schwanz, der mit 65 bis 98 mm in etwa die gleiche Länge wie der übrige Körper aufweist. Das olivgraue Ohr ist zwischen 17 und 18 mm lang, der Hinterfuß 16 bis 17 mm. Das Gewicht variiert zwischen 15 und 25 g.

## Verbreitung und Lebensraum
Das Verbreitungsgebiet liegt in Western Australia, in Küstengebieten des Südwestens und in zugehörigen Ranches. Insgesamt reicht es kaum 100 km in das Landesinnere hinein. Im Dezember 2003 wurde eine neue Population in South Australia auf der Eyre-Halbinsel in zwei Nationalparks entdeckt. Allerdings stellt diese Population keine eigene Unterart dar. Der Lebensraum besteht aus Heideland, Wald- und Sumpfländern. 

## Lebensweise
Sminthopsis fuliginosa ist nachtaktiv und bewohnt Laubstreu und Erdlöcher. Die 8 Jungen werden wenige Zentimeter unter dem Boden geboren. Auf der Boullanger-Insel erfolgt dieser Vorgang im August, in den anderen Gebieten im Oktober. 
Die Nahrung besteht aus Insekten, kleinen Säugetieren, Reptilien und Amphibien. 
Von der IUCN wird Sminthopsis griseoventer als least concern („ungefährdet“) gelistet.

## Systematik
Die Graubäuchige Schmalfuß-Beutelmaus wurde über einen Zeitraum von fast 40 Jahren unter der Bezeichnung Sminthopsis griseoventer geführt, die 1984 durch den australischen Zoologen Darrell Kitchener und seine Mitarbeiter Stoddart und Henry eingeführt wurde. Später stellte sich heraus, dass die Art identisch mit Antechinus fuliginosus ist, die der britische Ornithologe und Tiermaler John Gould bereits 1852 beschrieben hatte. Gemäß der nomenklaturischen Prioritätsregel ist deshalb Sminthopsis fuliginosa der gültige Name der Art. Die vom Aussterben bedrohte Känguru-Insel-Schmalfußbeutelmaus (Sminthopsis fuliginosa aitkeni) gilt als Unterart der Graubäuchigen Schmalfuß-Beutelmaus.